# Водные объекты Ишимбая
Водные объекты Ишимбая — водоёмы естественного и искусственного происхождения, находящиеся на территории города Ишимбая.

## Реки

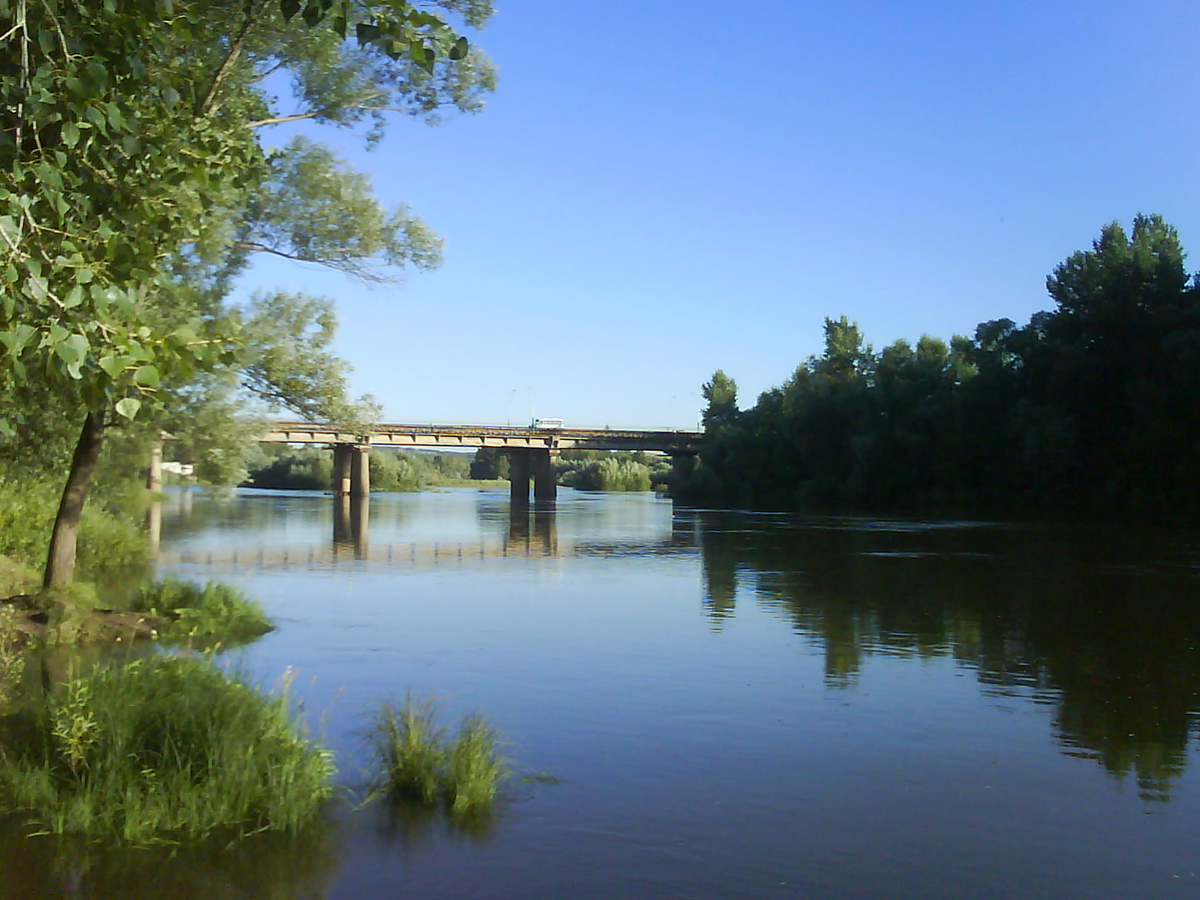
Река Белая

Центральная часть города расположена между реками Белой и Тайруком.
- Белая — крупнейшая река, протекающая в городе Ишимбае. Течёт на Север, в сторону города Уфы. Возле берегов Белой находится ряд отдалённых от центра города микрорайонов, среди которых Перегонный, Речной, Старый Ишимбай и Бурводстрой. В советские годы река изрядно разливалась, затапливая многие микрорайоны. Через реку имеются 2 автомобильных моста — действующий и закрытый для движения, соединяющий город Ишимбай с трассой Уфа — Оренбург. В начале 1980-х годов их планировалось реконструировать, объединив в единую конструкцию, на что отводилось 2 миллиона советских рублей. По нему планировалось пустить троллейбусы в левобережную часть города.
- Тайрук — расположена в черте Ишимбая. Река охватывает микрорайоны Алебастровый, Майский и Кусяпкулово. Также в окрестностях Тайрука находятся садовые общества. Имеются 3 автомобильных и 4 пешеходных моста через реку Тайрук. Река впадает в Белую в районе Бурводстроя.
- Терменьелга — расположена в черте микрорайона Нефтяника. Через реку имеется автомобильный мост, созданный для движения городского маршрута № 5. Река исчезает в пойме реки Белой, в районе санатория-профилактория «Чайка».

## Ручьи

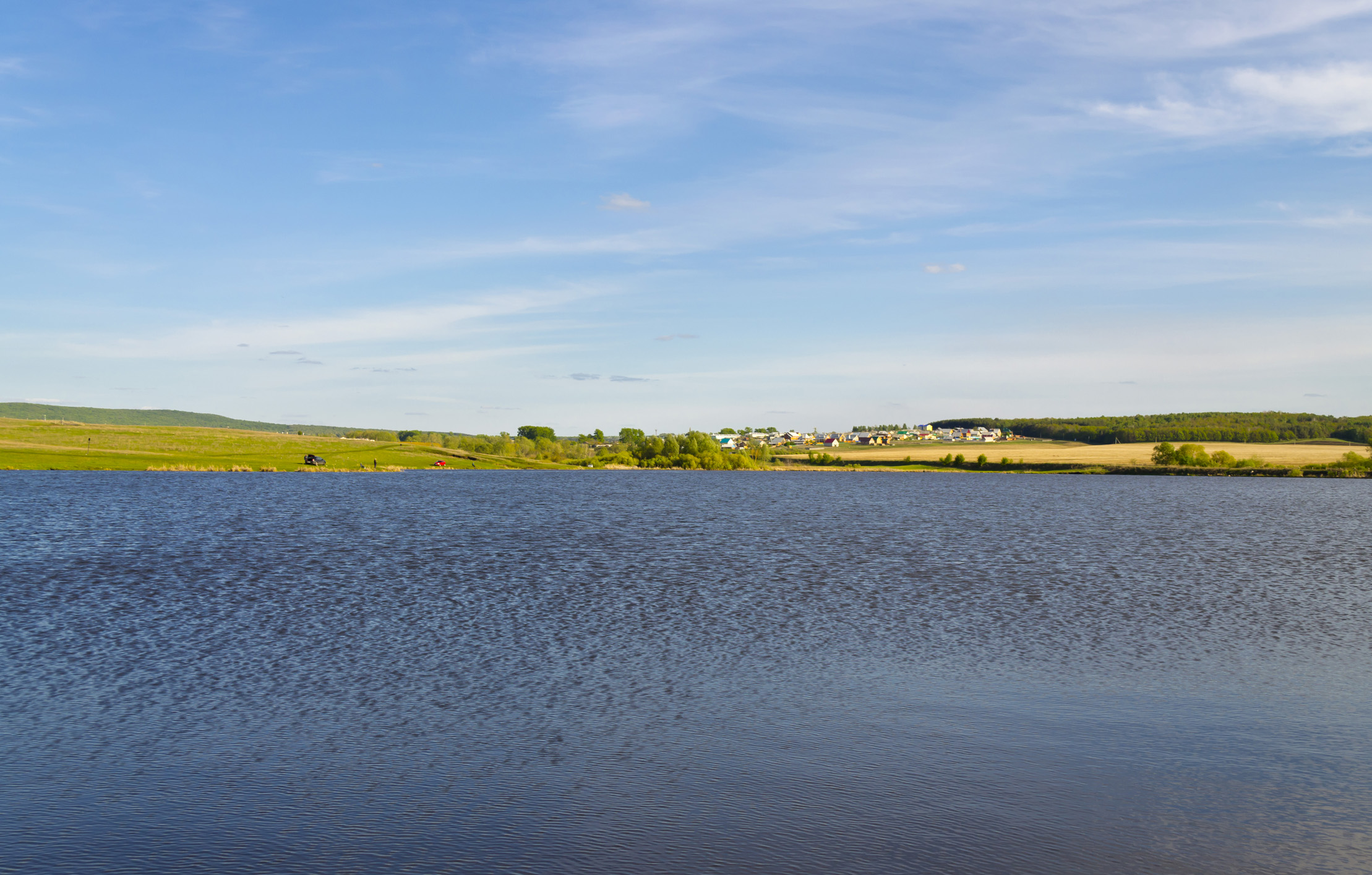
Терменьелгинский пруд

- Бузайгыр — протекает в микрорайоне Смакаево. Через ручей имеются 2 моста — в районе реки Тайрук и в самом микрорайоне. Впадает в реку Тайрук.
- Сараж — протекает в микрорайоне Нефтянике, впадает в реку Терменьелгу.
- Сикул — ручей, правый приток реки Белой. Протекает в микрорайоне Бурводстрое. Длина — 2150 метра. Является естественной границей между городом Ишимбаем и Ишимбайским районом.

## Озёра
- Каракуль (Чёрное озеро) — находится в левобережной части города, названо по большому содержанию в нём нефтяных отходов.
- Сяскакуль — озеро на правом берегу реки Белой, на границе города Ишимбая и Ишимбайского района.

Наиболее крупные озёра находятся в микрорайонах Старом Ишимбае и Железнодорожном.
По левобережью Белой, в окрестностях, близлежащих к Старому Ишимбаю, и территориально находящиеся в Стерлитамакском районе, находятся озёра с любительским и спортивным рыболовством. Среди них:
- Карьер (Ишимбайский)
- Старица

## Искусственные водоёмы

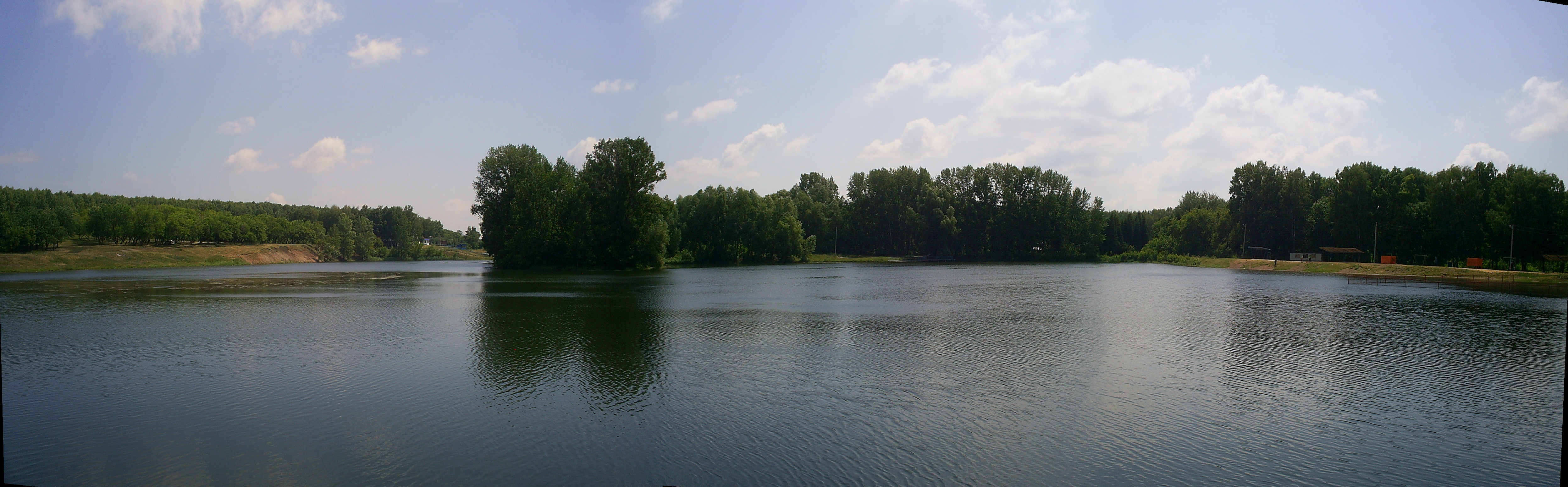
Тайрукский пруд

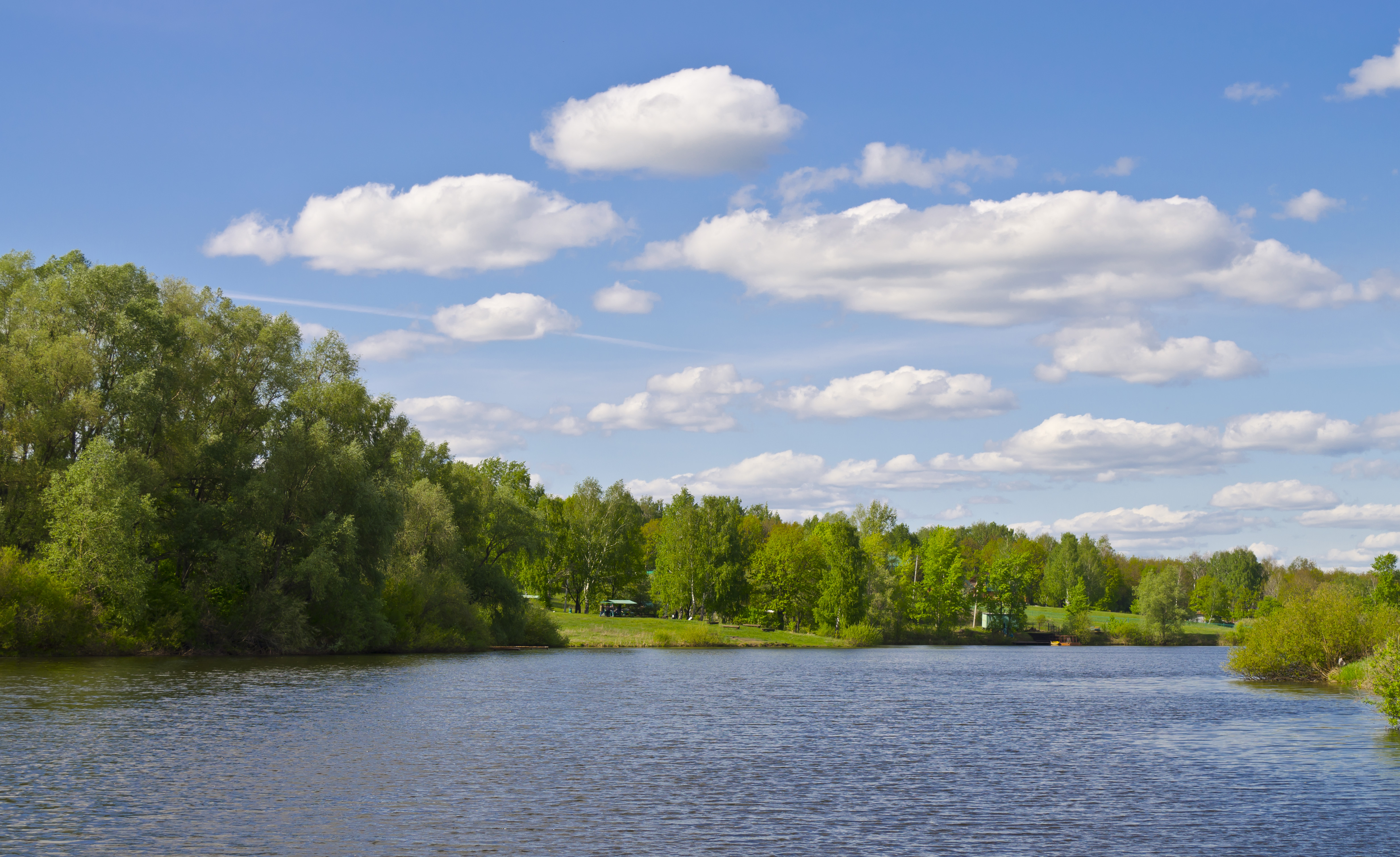
Кузьминовский пруд

- Тайрукский пруд — создан в конце 1950-х годов для новой пляжной зоны и катания на водных средствах на реке Тайрук. В 1980-е годы на пруду имелись вышка (в районе лодочной станции), горка для детей. В 2002 году был открыт фонтан, ныне ликвидирован. Долгое время находился в бесхозном состоянии[2].
- Терменьелгинский пруд — находится на реке Терменьелге[3] в районе недостроенного кирпичного завода, создан для хозяйственных нужд НГДУ «Ишимбайнефть».
- Тюринский пруд — сооружён на реке Терменьелге в районе санатория-профилактория «Чайка», создан для нужд Ишимбайского нефтеперерабатывающего завода[3]. После ликвидации данного завода пруд находился в бесхозном состоянии, пока на его берегу не появилась база отдыха «Фрегат».
- Пенсионерское озеро — находится в микрорайоне Старом Ишимбае.

## Подземные водоёмы
Имеются подземные озёра, расположенные в юго-западной части Ишимбая, снабжающие город питьевой водой из артезианских скважин, находящиеся в районе горы Зиргантау.